# Chaparral Cars

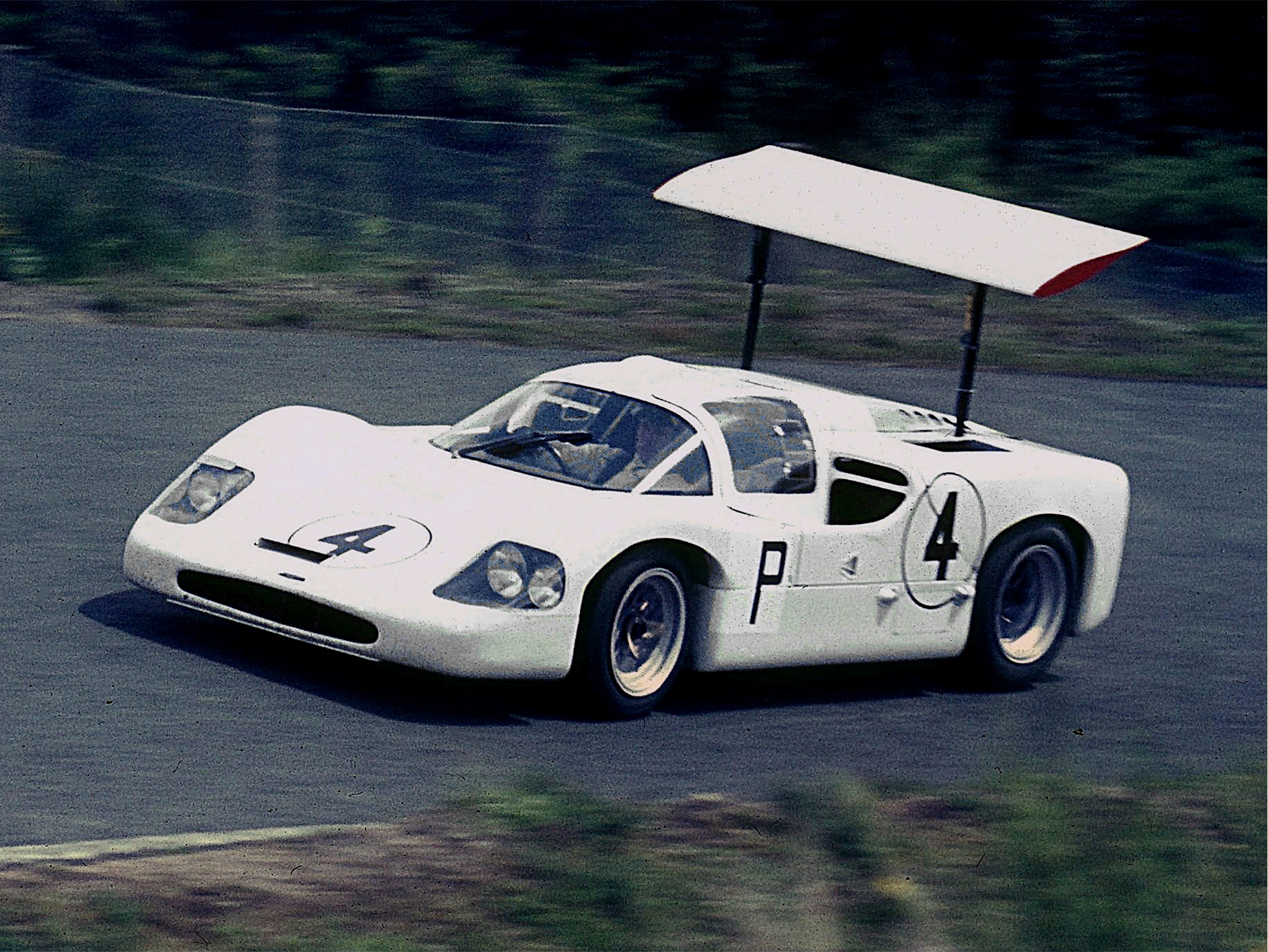
Mike Spence en 1967 en un Chaparral 2F
Durante una práctica en Nürburgring.

Chaparral Cars fue un fabricante estadounidense de automóviles de competición, con base en Midland, Estado de Texas. A lo largo de su historia, supo producir prototipos para competiciones como las categorías Can-Am.
Fue fundada por los ex-pilotos Jim Hall y James "Hap" Sharp, quienes unieron sus experiencias en cuanto a desarrollo de ingeniería y pilotaje, además de patrocinar nuevos talentos. 
Este fabricante se mantuvo activo entre las décadas de 1960 y 1980, a la vez de contar con su propio equipo de competición. Su nombre se debe al correcaminos, pájaro endémico del estado de Texas que también es conocido como pájaro chaparral (debido al ecosistema donde habita esta ave) y del cual la empresa tomó su figura para su imagen corporativa.

## Historia
A lo largo de los años 1960 y 1970, los automóviles de carreras Chaparral el distintivo de los coches prototipo fabricados fue su gran éxito en circuitos de carreras tanto de Estados Unidos como Europa. A pesar de ganar las 500 Millas de Indianápolis de 1980, el equipo Chaparral estuvo hasta 1982. Coches Chaparral también compitieron en la SCCA /CASC y la CanAm y en la European FIA Grupo 7.
Chaparral fue el primero en introducir eficazmente las tomas de aire y los spoilers que van desde los alerones unidos a los primeros dos modelos del tipo el ala de 'aleta' controlada por el conductor en el modelo 2E, asombrosamente buscando formas diferentes durante todo el proceso hasta la creación más idealista inspirada de Hall, el 2J, un coche que siempre sería conocido como la "aspiradora", y fue el precursor del moderno coche de "efecto suelo". El uso de una caja de transmisión semiautomática por Jim Hall en uno de los coches de Chaparral había permitido una flexibilidad en el uso de dispositivos aerodinámicos ajustables. El desarrollo de los coches Chaparral para los coches de carreras fueron cambios clave en los años 60 y 70, tanto en la aerodinámica y en los neumáticos. Jim Hall formó con su ingenio enseñó a enfocar los problemas de una manera metódica y con su acceso al equipo de ingenieros de Chevrolet , así como de Firestone haciendo revolucionarios cambios en la aerodinámica haciendo grandes esfuerzos en el manejo empírico de los coches de competición, haciendo de ella un arte como una ciencia empírica. Una entrevista con Jim Hall por Paul Haney ilustra muchos de estos acontecimientos.

## Modelos producidos

### Primeros modelos

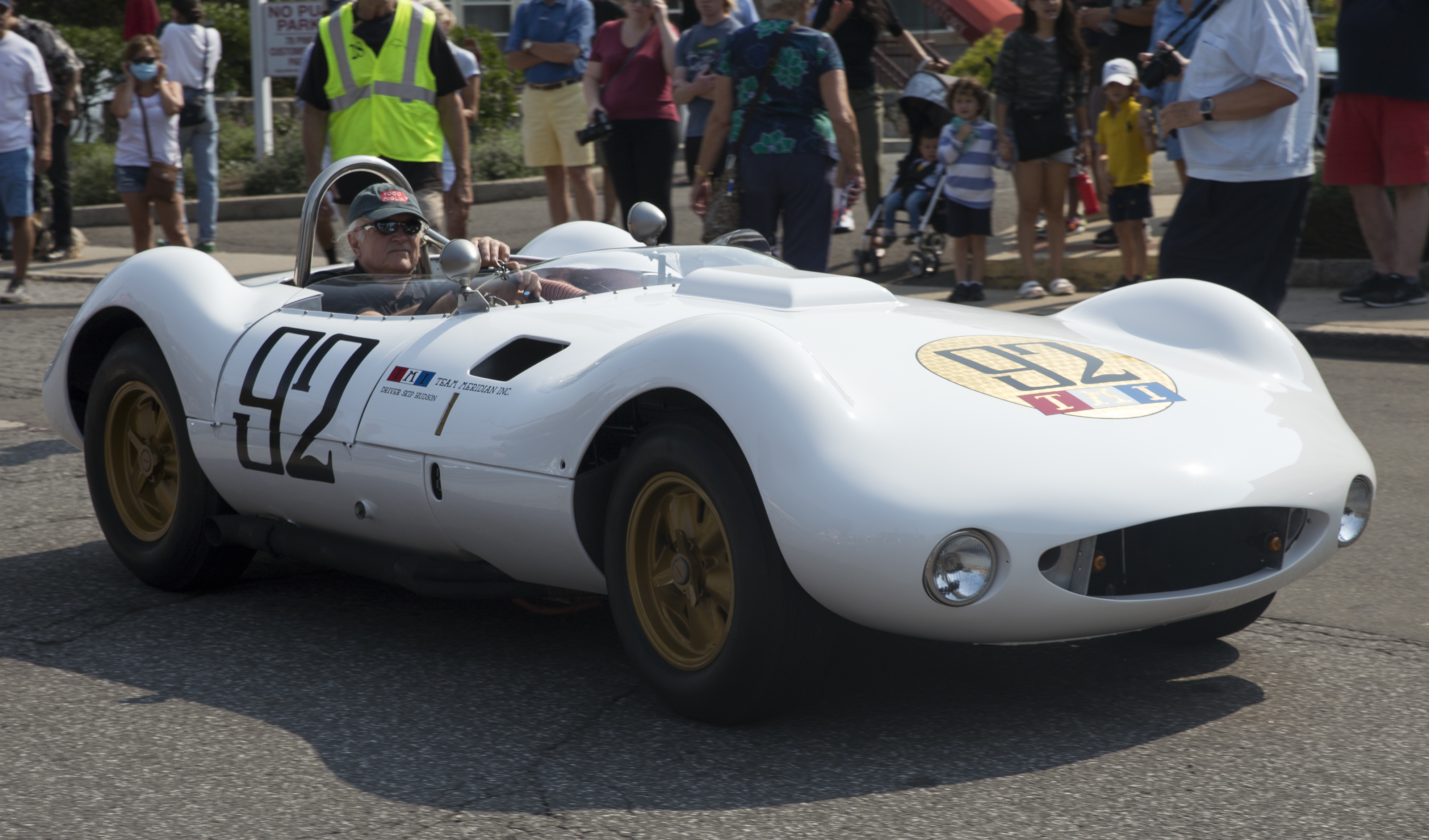
El Chaparral 1.

- Modelo 1: El Chaparral 1 fue el primer coche que llevara el nombre de Chaparral y marcó la transición de Jim Hall de participante a ser constructor. Creado por Troutman y Barnes, el Chaparral 1 fue llevaba un motor delantero como coche convencional, siendo una versión del desarrollo del escarabajo como coche deportivo y que fue construido por Lance Reventlow en 1957. Jim Hall compitió con éxito en 1961,1962 y 1963 mientras que él diseñaba el Chaparral 2. Como no era un diseño propio de Jim Hall, otros coches se vendieron hasta reducir los costos. Fue el único Chaparral que corrió por alguien más antes de que se formalizara la empresa de coches Chaparral.

- Modelo 2: La Serie de coches iniciada por el Chaparral 2 fue diseñado y construido para competir en las competiciones de los campeonatos de los Estados Unidos y demás carreras de autos deportivos de la época, en particular los de la serie de la costa oeste que se celebraban cada otoño. Siguiendo el ejemplo de los innovadores como Bill Sadler de Canadá y Colin Chapman quien introdujo en la parte trasera de los coches el motor de Fórmula 1 como se hacía en Europa (donde Jim Hall había competido en la Fórmula 1), su concepto básico para el diseño fue un coche con motor trasero. Primero corrió en 1963, donde desarrolló para el coche dominante de la serie de 1964 y 1965. Diseñado para las carreras de 200 millas de la serie de autos deportivos, era casi imposible de superar. Resultó en 1965 ganando las 12 Horas de Sebring, en una de las más duras pistas de América del Norte. Cuando el coche se estaba desarrollando, Jim Hall aprovechó la oportunidad para poner en práctica sus teorías sobre la fuerza aerodinámica y el sesgo producido por el peso de la rueda trasera. Además, el uso innovador del Chaparral 2 en la serie aparece el uso innovador de materiales de fibra de vidrio como elemento estructural. Hall también desarrolló dos coches de la serie con chasis de aluminio convencionales.

Es muy difícil identificar a todas las iteraciones del coche como nuevas ideas que se hallan probando continuamente. Hay tres variantes generalmente aceptadas:

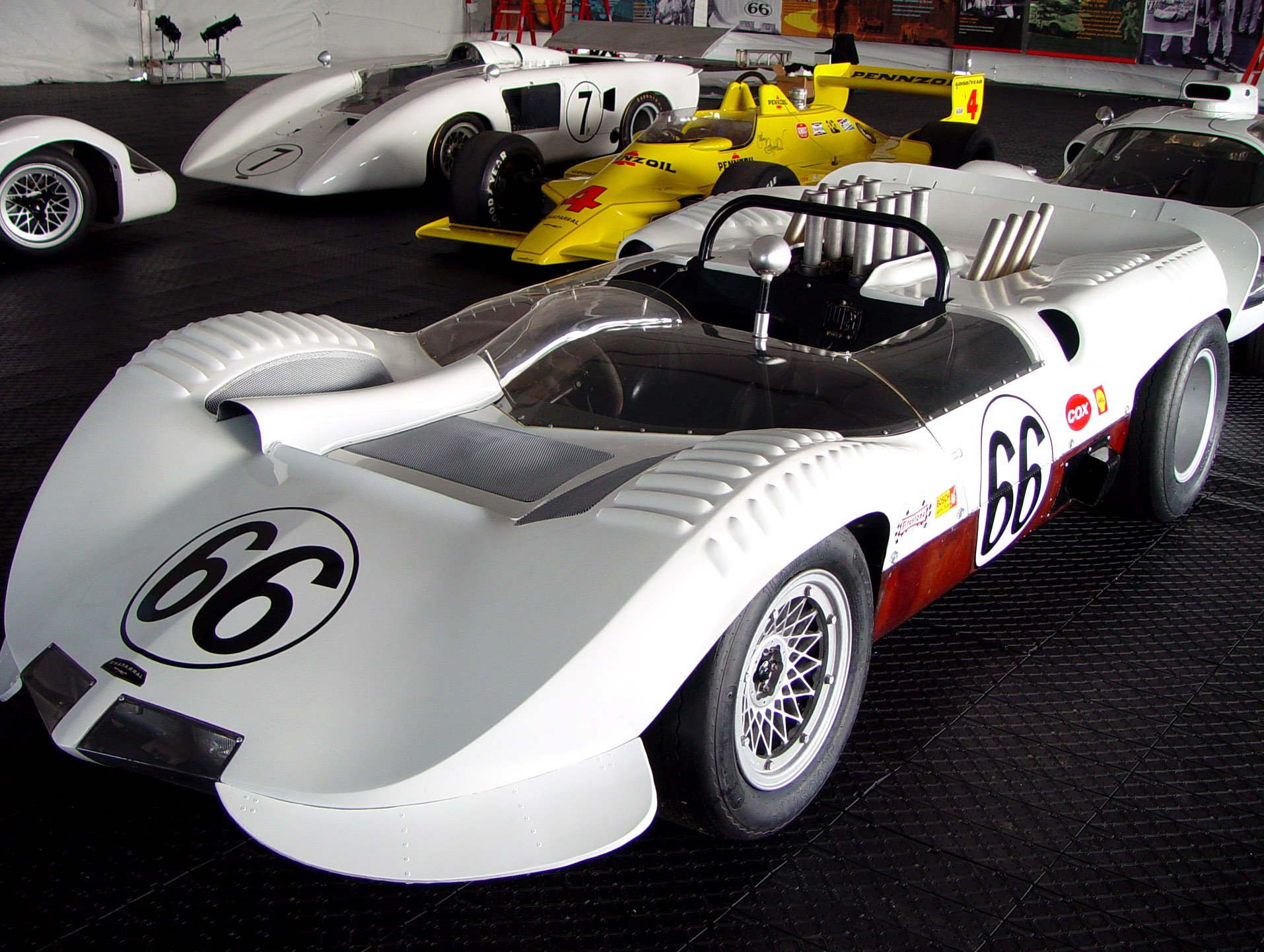
El Chaparral 2A en el Monterey Historics de 2005.

- El 2A es el coche como se había utilizado para correr, con un borde afilado muy convencional para cortar el aire. También presentaba una cola cuadrada con una cola que recuerda las teoría cóncava del Dr. Kamm. Casi de inmediato el asunto con la parte delantera ya estaba muy claro con respecto a la velocidad y el efecto conseguido en la dirección, la precisión y la confianza del conductor. Los apéndices aerodinámicos comenzaron a aparecer en el 2A.
- El 2B fue el nombre aplicado al coche con el paquete completo de "retoques aerodinámicos", como el spoiler en forma de barbilla, las ranuras, los guardabarros y el spoiler trasero.
- El 2C era el nombre aplicado al coche con el alerón trasero que por primera vez aparecería en el coche ajustable, siendo diseñado para ser apoyados en el recta y la parte superior para añadir más carga aerodinámica en la trasera para las frenadas y en las curvas. Este fue un beneficio directo para la transmisión automática que mantenía al pie izquierdo libre para el funcionamiento del mecanismo de las alas. El 2C se basaba en un chasis de aluminio diseñado por Chevrolet y era un coche mucho más pequeño en todas las dimensiones respecto al 2A.Sin los recursos necesarios, y con la adecuada amortiguación del chasis de fibra de vidrio, Jim Hall le dio el apodo de EBJ, "Eye Ball Jiggler".Coincidiendo con el desarrollo de la aerodinámica, es el desarrollo de Hall en cuanto a los neumáticos de carrera. Jim Hall se convirtió en propietario del Cascabel Raceway, una propiedad adyacente como su pista de pruebas, que a la proximidad le permitió participar en su mayor parte a Firestone para el desarrollo de neumáticos para carrera.

### Otros Modelos de Competición

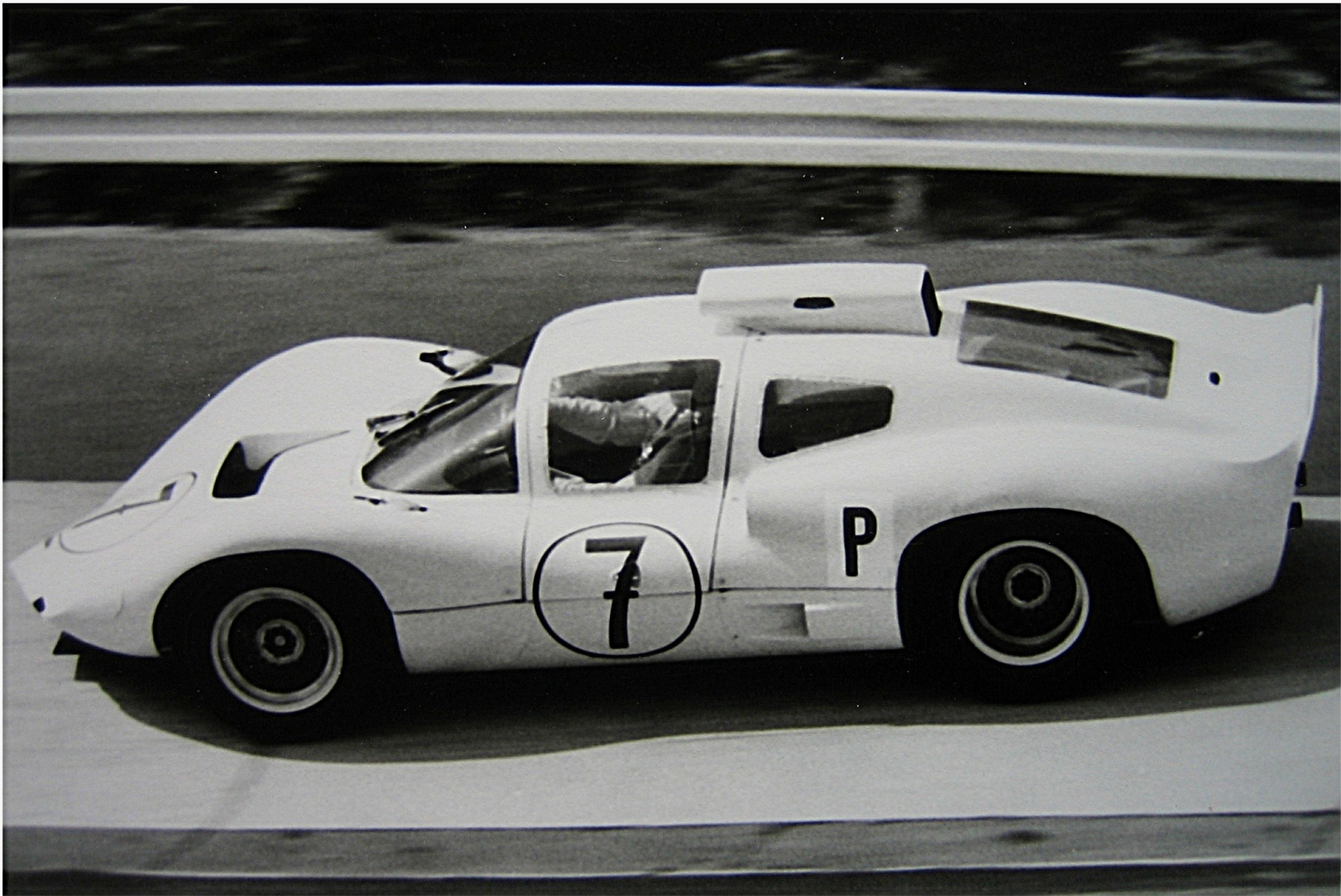
Joakim Bonnier en el Chaparral 2D durante los entrenamientos en Nürburgring en 1966.

- Modelo 2D: El 2D fue una variante con cabina cerrada segunda serie (basados en los diseños de cabina abierta), diseñado para carreras de resistencia en 1966. Ganó los 1000 kilómetros de Nürburgring en 1966 con Phil Hill y Joakim Bonnier en la conducción. También compitió en 1966 en las 24 Horas de Le Mans, aunque se retiró después de 111 vueltas.

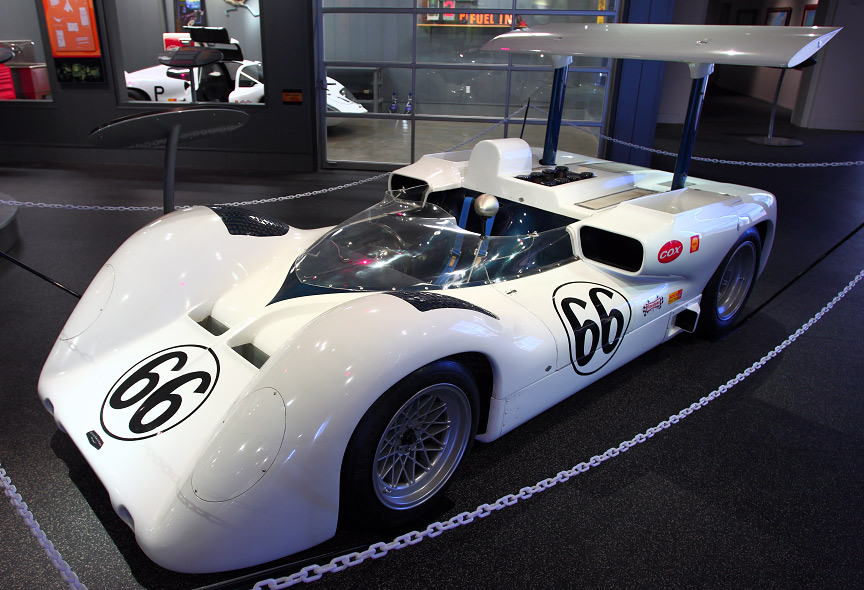
El Chaparral 2E.

- Modelo 2E: El 2E Fue presentado con un chasis de aluminio diseñado basado en el Chevrolet 2C, siguiendo la teoría aerodinámica aplicada por Jim Hall una vez más al mundo de carreras para el campeonato inaugural de 1966 de la Can-Am. El 2E estableció un paradigma que prácticamente definió a todos los coches de carreras construidos hasta entonces. Fue con su sorprendente apariencia, sus radiadores se trasladaron desde la ubicación tradicional en la nariz a dos vainas canalizadas a ambos lados de la cabina y un ala grande montada varios pies por encima de la parte trasera del coche de los puntales. El ala era lo contrario al ala de avión, ya que la carga aerodinámica que genera en vez de levantar, estaba directamente ligada a los ejes traseros, la carga a los neumáticos, para la adherencia extra en las curvas. Un conducto en la nariz canaliza el aire de la parte delantera del vehículo, creando así la carga aerodinámica adicional. Presionando un pedal que se encontraba en la posición del pedal del embrague en el coche de transmisión manual, Hall fue capaz de planear, o aplanar, el ángulo negativo del ala cuando la carga aerodinámica no era necesaria, por ejemplo, en un tramo recto de la pista, para reducir la resistencia y aumentar la velocidad máxima. Además, un deflector de aire interconectado cerraba la nariz a los conductos para hacerlo más veloz. Cuando el pedal se exponía, el conducto frontal y el ala regresarban a su posición de apoyo aerodinámico completo. Fue un brillante diseño. Dentro de dos años, todos los deportes de carreras de coches, así como un coche de Fórmula 1 tenían alas altas, aunque muchos no fueron tan bien diseñados como el de Hall. Los accidentes resultantes de sus fracasos causados por las alas móviles (como dispositivos aerodinámicos móviles) se prohibieron después de la temporada 1967 por la FIA, que sancionó para estas carreras de coches por carretera a nivel profesional.[3]

El 2E obtuvo sólo una victoria en Laguna Seca con Phil Hill en su conducción, pero la razón de esto se puede haber visto en los motores más grandes que la de los demás competidores estaban utilizando. El chasís estaba pegado a una lata de aluminio de un motor 5.3 litros de un Chevrolet para aligerar el peso para la conducción de los pilotos, mientras que los otros equipos estaban usando motores de hierro de 6 y 7 itros, compensando el peso con el poder.
El 2E fue un coche favorito del público y permanece como el coche favorito de Jim Hall.

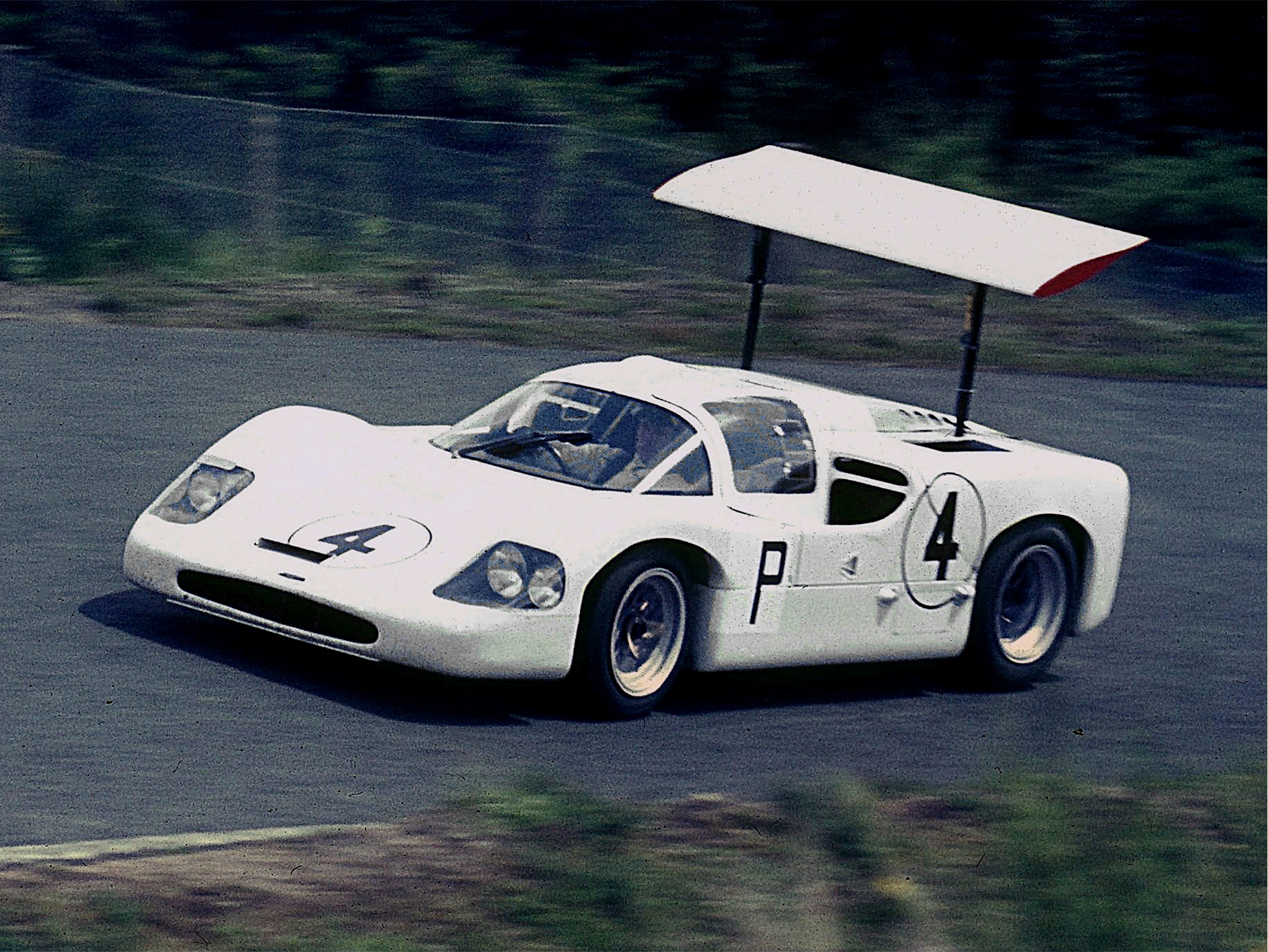
Mike Spence en el Chaparral 2F durante unas prácticas en 1967.

- Modelo 2F: Al aplicar las mejoras de los avances de la aerodinámica del modelo 2E en cuanto al chasís de aluminio frente al de fibra de vidrio con cubierta cerrada, hacía a un coche 2D mayor el diseño de la cabina para la temporada 1967. Un ala móvil, en los puntales, con carga dirigida hacia a los neumáticos traseros, mientras que un deflector de aire en la parte frontal lanzando presión para mantener la suspensión de la compresión a alta velocidad, haciendo que los radiadores se trasladarsen a las posiciones delanteras junto a la cabina del piloto. Un motor de aluminio de 7 litros de Chevrolet sustituyó el motor 5,3 litros del modelo 2D. Si bien siempre fue muy rápido, la potencia extra del motor fue demasiado grande para la transmisión automática   lo que hacía que se rompiese con regularidad.

Cuando se encontró por fin una solución a los problemas de la transmisión, el 2F  obtuvo su única victoria el 30 de julio de 1967 en la BOAC 500 en el circuito de Brands Hatch con Phil Hill y Mike Spence . Después de esta carrera, la FIA cambió sus reglas, que prohibía no sólo el 2F, también al Ford GT Marcos 4 (ganador en Le Mans) y al Ferrari P4 (ganador en Daytona, segundo en Le Mans), así.
Al igual que con el 2D, el 2F corrió usando placas con la licencia de Texas.
- Modelo 2G: Para 1967 el modelo 2G fue un desarrollo del 2E. Contaba con neumáticos más anchos, y un motor de aluminio del Chevy 427. Mientras que a la par con sus competidores en términos de potencia, el ligero chasis 2C se estiró hasta el límite y sólo la habilidad de conducción de Hall mantuvo al coche competitivo. Para la serie de 1968 en la Can-Am, los neumáticos  habían aumentado su anchura  cuando el 2H ni siquiera estaba listo para correr. El equipo de Jim Hall terminó efectivamente en un peligroso accidente en el Gran Premio de Stardust, aunque siguió con el coche en la temporada 1970 de la Trans-Am Series, mientras que alineaba a un equipo de un Camaro Chaparral.

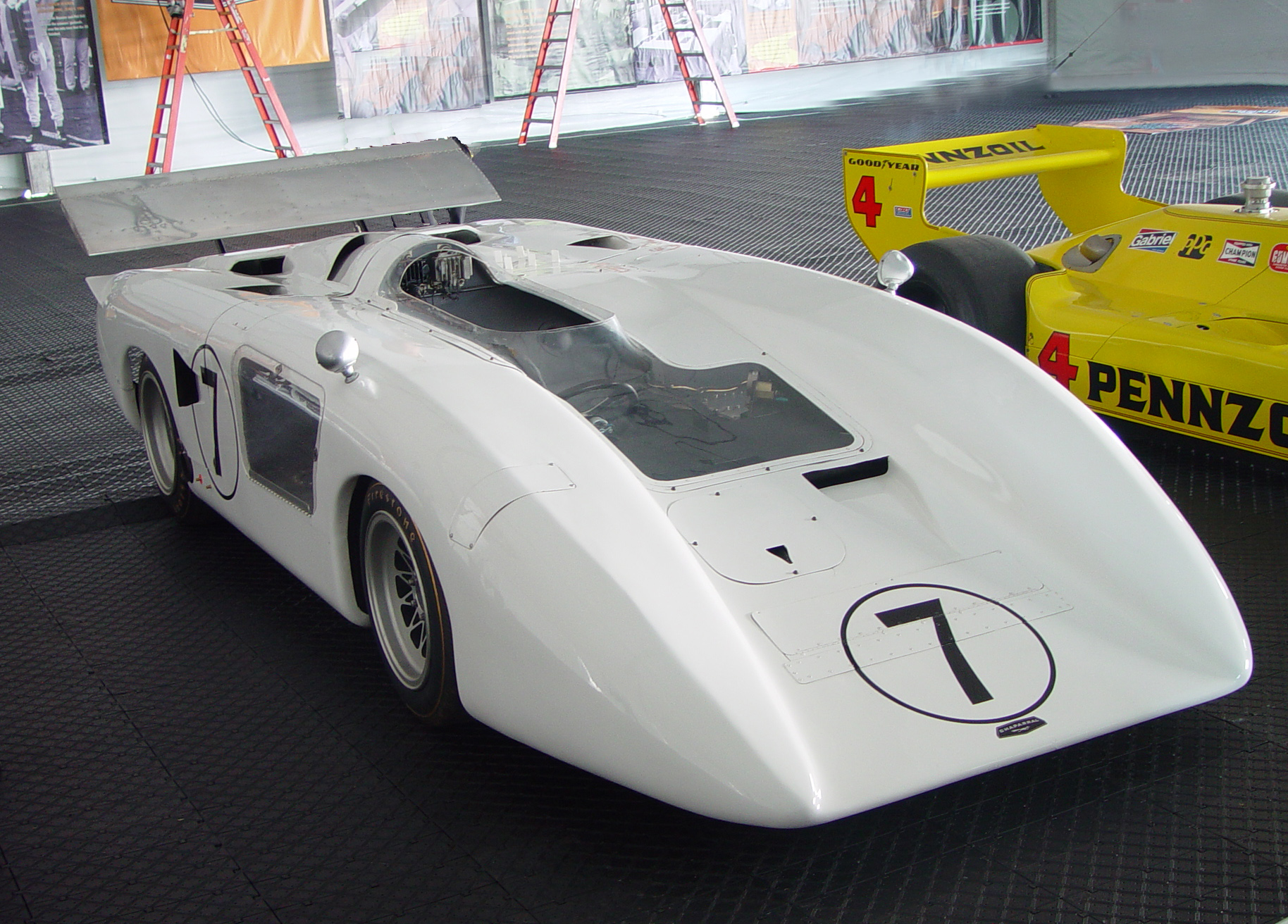
El Chaparral 2H en el Monterey Historic 2005.

- Modelo 2H: Nunca satisfecho, Jim Hall señaló que el aumento de la carga aerodinámica también había creado una enorme resistencia. En búsqueda de una ventaja competitiva, el 2H se construyó para 1969 como el reemplazo del 2G para disminuir la resistencia en lugar de aumentar la carga aerodinámica. Sin embargo, los beneficios esperados por lo que a la velocidad respecta fueron más que compensados por la reducción de la velocidad en las curvas y el coche se volvió  más lento de lo  previsto. Fue considerado un fracaso, al final, se le incorporó un alerón enorme.

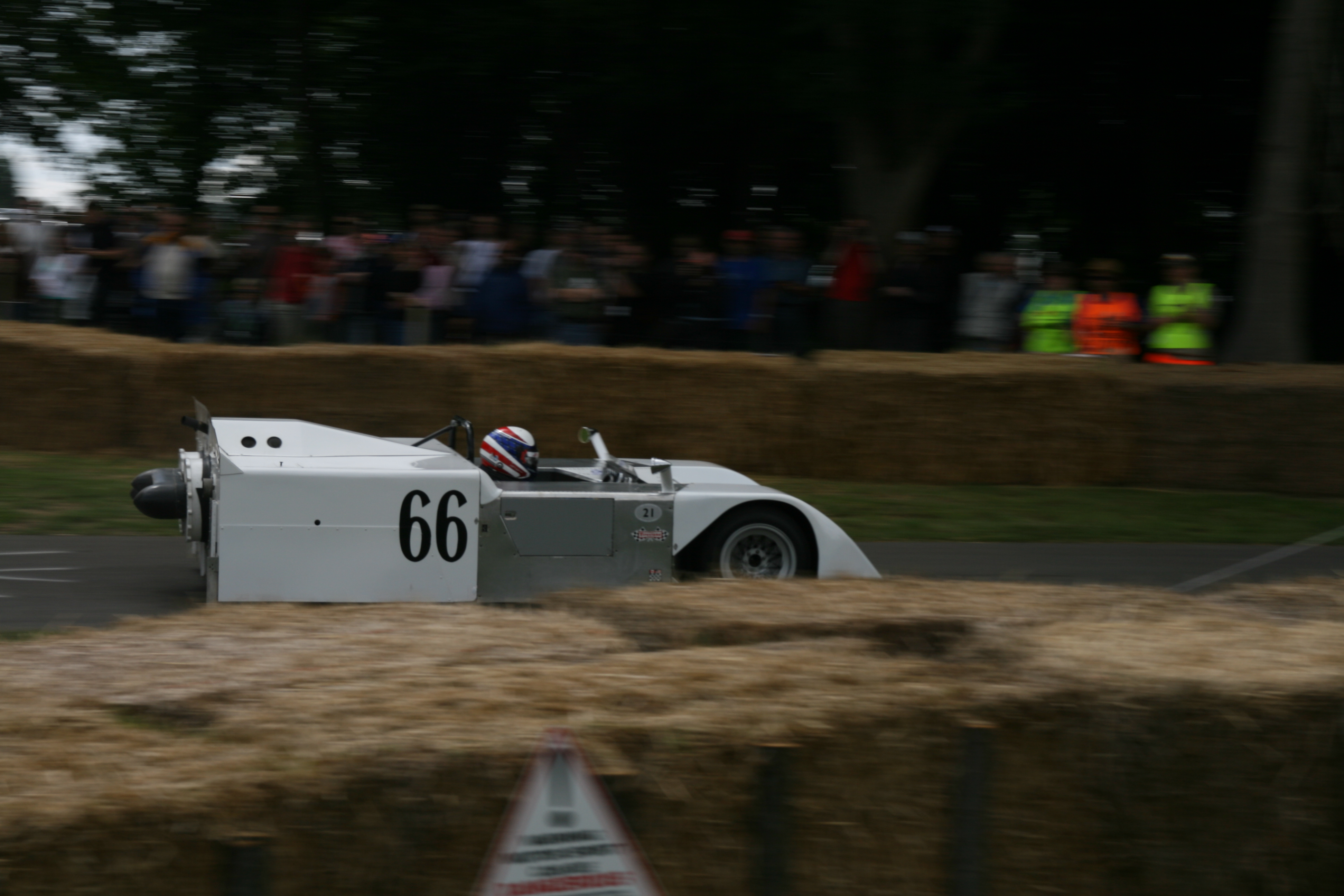
El Chaparral 2J en el Festival de Velocidad de Goodwood.

- Modelo 2J: El coche más inusual fue el Chaparral 2J. Además de poseer un potente motor de 700 CV, y una transmisión semiautomática de tres velocidades, la parte posterior del 2J albergaba dos ventiladores de 17 pulgadas, impulsados por un sencillo motor de una moto-nieve de 45 CV . La serie Can-Am no tenía límite en cuanto al tamaño del motor, por lo que el motor de la moto-nieve no se vio afectado por el cambio máximo al motor. El objetivo de los ventiladores era  "chupar" el aire que extraía debajo del coche para proporcionar apoyo aerodinámico. Esto le dio al mismo un agarre  tremendo y permitió una mayor maniobrabilidad a cualquier velocidad, que no se puede lograr con los más simples dispositivos aerodinámicos como los llamados difusores y los alerones. Desde que se creó el mismo nivel para la parte de la baja presión bajo el coche a cualquier velocidad, especialmente por la fuerza ejercida, no sólo no disminuyó a velocidades mucho más bajas. Con otros dispositivos aerodinámicos, disminuía la fuerza hacia abajo mientras que el coche se demoraba en girar o se conseguía mucho en un ángulo de deslizamiento, los cuales no fueron problemas para el coche al desplazarse. También tuvo faldas Lexan para el efecto de suelo utilizando un plástico para evitar que el aire escapase, similar a la tecnología que aparecería en la Fórmula 1 varios años más tarde.

El 2J compitió en la Can-Am series y, a menudo  se clasificaba por lo menos 2 segundos más rápido que el coche siguiente, pero lastimosamente no fue un éxito, ya que estuvo plagado de problemas mecánicos. Duró sólo una temporada en competición, en 1970, tras lo cual fue prohibido por la SCCA (a pesar de que fue aprobado por el SCCA antes de la primera carrera). El SCCA sucumbió a la presión de otros equipos, como McLaren, en particular, que argumentó que los ventiladores constituían un «dispositivo aerodinámico móvil", que había sido prohibido por el organismo internacional de sancionar la FIA (luego se había aplicado al modelo 2E recordado por el diseño del ala ajustable). también las quejas de otros pilotos diciendo que cada vez que conducían detrás de él los ventiladores les tiraban piedras a sus vehículos. El argumento de McLaren fue en su momento de que si el 2J se encontraba acorde a las normas impuestas,y que lo que condenaba era más probable matar a la serie Can-Am al terminar dominándolas  por completo - irónicamente, algo que McLaren había hecho durante varios años. Un ventilador de succión similar fue utilizado en la Fórmula 1, ocho años después en el gran premio de Suecia de 1978 por el equipo Brabham  Brabham BT46B, tras dicha carrera dicho dispositivo se prohibió. Se dictaminó que los ventiladores eran considerados dispositivos aerodinámicos móviles por lo que tantoel  2J como el BT46B fueron prohibidas en virtud de la misma norma que prohibió a los alerones móviles.

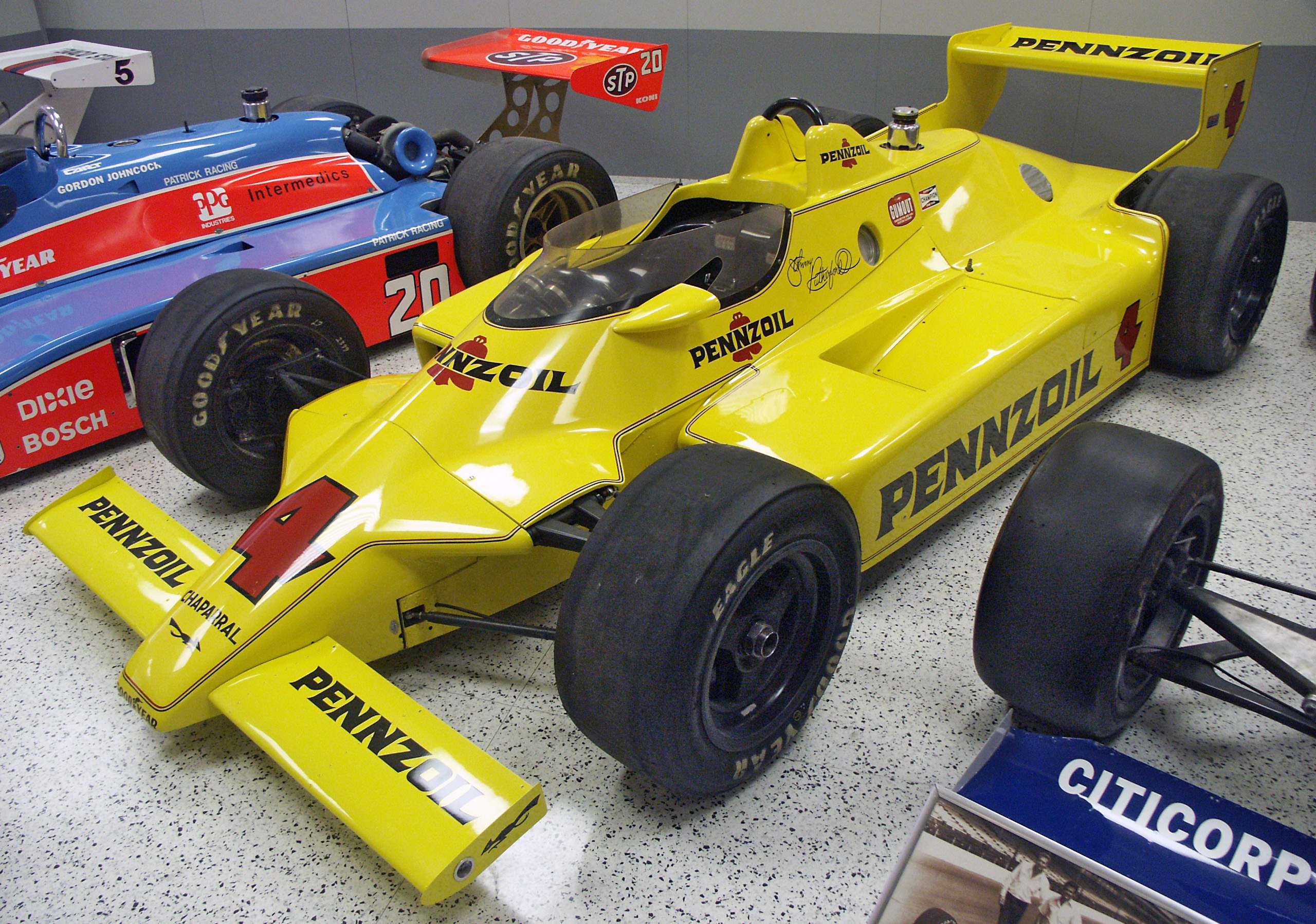
Chaparral 2K en exhibición en el Indianapolis Motor Speedway, siendo parte del Museo de la Fama.

- Modelo 2K (Coche monoplaza IndyCar): El 2K es un coche inspirado en un Fórmula 1 de efecto de suelo para la IndyCar, diseñado por el británico John Barnard . Debutó en 1979 con el piloto Al Unser Sénior, ganado seis carreras de 27 competencia en tres temporadas. Su mayor éxito llegó en 1980, cuando Johnny Rutherford lo condujo a la victoria tanto en la Indy 500 como al PPG campeonato de la PPG CART IndyCar World Series.

## Museo
En 2005, un ala del Museo del Petróleo Permian Basin en Midland, Texas, se dedicó una exposición permanente de los coches Chaparral Cars restantes y la historia de su desarrollo por el nativo de Midland, Jim Hall.

## Homenajes
En 2005, se celebró en Monterrey una competencia de automóviles históricos en honor a los coches de Chaparral Cars como la marca destacada.
En el 2009, una competencia del campeonato deportivo de coches celebrada también en Monterey, Gil de Ferran, pintó su Acura ARX-02A para parecerse a un Chaparral en homenaje a los coches de Jim Hall , quien fue quien lo descubrió, y también en homenaje a su última carrera. Una carrera de exhibición con el Acura y con tres coches Chaparral tres se celebró un viernes, y Hall realizó una demostración de una vuelta poco antes de la carrera.
Los coches Chaparral aparecieron de nuevo en la competencia de coches Históricos de Monterrey en 2010, esta vez como un homenaje parcial a Dan Gurney.